# Olivia Sanchez
Olivia Sanchez (* 17. November 1982 in Paris) ist eine ehemalige französische Tennisspielerin.

## Karriere
Ab 1997 spielte Sanchez, deren Großeltern väterlicherseits aus Spanien stammen, auf Turnieren des ITF Women’s Circuit in Frankreich. 1998 gewann sie dort ihren ersten Titel, es blieb ihr einziger Doppeltitel.
Im Einzel gewann sie ihren ersten ITF-Titel im Jahr darauf. 2006 kamen zwei, 2007 und 2010 jeweils vier weitere hinzu; 2011 gewann sie ihren letzten bei einem Sandplatzturnier in San Severo (Italien). Auf der WTA Tour blieb ihr ein Erfolg verwehrt.
Bei den French Open erreichte sie 2008 und 2010 die zweite Runde im Einzel, im Doppel kam sie nie über die erste Runde hinaus. 2007 und 2008 schied sie bei den US Open im Einzel jeweils in der ersten Runde aus.
Ihr letztes Match auf der Damentour spielte sie 2011 in der Qualifikation für Wimbledon, als sie dort in der ersten Runde gegen die Niederländerin Arantxa Rus ausschied.

## Turniersiege

### Einzel
| Nr. | Datum              | Turnier        | Kategorie   | Belag             | Finalgegnerin           | Ergebnis       |
| --- | ------------------ | -------------- | ----------- | ----------------- | ----------------------- | -------------- |
| 1.  | 7. November 1999   | Saint-Raphaël  | ITF $10.000 | Hartplatz (Halle) | Magdalena Kučerová      | 6:1, 1:6, 7:5  |
| 2.  | 25. Juni 2006      | Montpellier    | ITF $10.000 | Sand              | Stéphanie Vongsouthi    | 6:7, 6:0, 6:0  |
| 3.  | 24. September 2006 | Madrid         | ITF $25.000 | Hartplatz         | Katie O’Brien           | 67:7, 6:4, 6:4 |
| 4.  | 5. August 2007     | Vigo           | ITF $25.000 | Hartplatz         | Marina Eraković         | w/o            |
| 5.  | 12. August 2007    | Coimbra        | ITF $25.000 | Hartplatz         | Neuza Silva             | 7:68, 6:1      |
| 6.  | 9. September 2007  | Denain         | ITF $75.000 | Sand              | Nastassja Jakimawa      | 6:2, 1:6, 6:1  |
| 7.  | 28. Oktober 2007   | Mexiko-Stadt   | ITF $25.000 | Hartplatz         | Stephanie Vogt          | 2:6, 6:2, 6:2  |
| 8.  | 7. Februar 2010    | Rancho Mirage  | ITF $25.000 | Sand              | Tadeja Majerič          | 7:5, 6:0       |
| 9.  | 14. Februar 2010   | Laguna Niguel  | ITF $25.000 | Hartplatz         | Mandy Minella           | 6:3, 6:4       |
| 10. | 16. Mai 2010       | Rio de Janeiro | ITF $25.000 | Sand              | Bianca Botto            | 6:4, 6:3       |
| 11. | 4. Juli 2010       | Pozoblanco     | ITF $50.000 | Hartplatz         | Beatriz García Vidagany | 6:3, 6:4       |
| 12. | 1. Mai 2011        | San Severo     | ITF $10.000 | Sand              | Alice Moroni            | 6:2, 6:1       |

### Doppel
| Nr. | Datum              | Turnier | Kategorie   | Belag | Partnerin      | Finalgegnerinnen          | Ergebnis      |
| --- | ------------------ | ------- | ----------- | ----- | -------------- | ------------------------- | ------------- |
| 1   | 12. September 1998 | Denain  | ITF $10.000 | Sand  | Amandine Dulon | Delena Ackron Karen Bacon | 5:7, 7:5, 6:3 |